# Богуславець (зупинний пункт)
Богусла́вець — пасажирський залізничний зупинний пункт Шевченківської дирекції Одеської залізниці.
Розташований неподалік від села Богуславець, Золотоніський район Черкаської області на лінії Оржиця — Золотоноша I між станціями Золотоноша I (7 км) та Пальміра (8 км).
На платформі зупиняються приміські поїзди.